# Peilfunknetz Nordsee
Zur Unterstützung der Navigation und zur Verbesserung des Seenotdienstes in der Nordsee wurde in den vierziger Jahren auf Anordnung der britischen Besatzungsmächte ein Peilfunknetz aufgebaut. Dieses ermöglichte es, den Standort jedes einzelnen Schiffes, das einen damals aktuellen Telegrafiesender an Bord hatte, zu bestimmen.
Eine Peilfunkstelle war zunächst 1946 auf der Insel Neuwerk eingerichtet worden, weitere Peilfunkstellen befanden sich in Sankt Peter-Ording und auf der Insel Norderney. Elbe-Weser Radio war die Leitpeilfunkstelle. 1949 wurde die Peilfunkstelle dann wegen der schwierigen Versorgung der Besatzung auf der Insel (vor allem im Winter und bei schlechtem Wetter) von Neuwerk auf die Holter Höhe bei Cuxhaven und somit zu Elbe-Weser Radio verlegt. Dieses Peilfunknetz wurde sehr häufig genutzt, hatte aber den Nachteil, dass es zunächst nur auf die Mittelwelle beschränkt war. Rufzeichen des Peilfunknetzes im Telegrafiefunk (Arbeitskanal 410 kHz) war DAQ, später im Sprechfunkverkehr wurde der Name der Küstenfunkstelle mit einem nachgestellten „Gonio“ verwendet, also bsplsw. „Sankt Peter-Ording Gonio“.
Im Jahre 1949 ereigneten sich dann zwei Seenotfälle, in denen es nicht möglich war, mit der vorhandenen Technik die Position der havarierten Schiffe genügend genau zu orten. Daher wurde nun eine neue Anlage im Grenzwellenbereich aufgebaut und zwar 1951 im Ort Pferdemoor bei Altenwalde.
Bereits 1950 wurden die Peilanforderungen der Schiffe geringer, da diese mittlerweile über eigene, modernere Navigationsanlagen verfügten. Das Netz wurde am 31. Dezember 1994 abgeschaltet.